# 1902
1902. је била проста година.

## Догађаји

### Мај
- 9. мај — Од ерупције вулкана Мон Пеле на Мартинику у Карибима, уништен је град Сен Пјер, а погинуло је више од 30.000 људи.

- 17. мај — Грчки археолог Валериос Стаис је пронашао механизам са Антикитере, антички механички аналогни рачунар.

### Јун
- 28. јун — САД од Француске купиле, за 40 милиона долара, концесију за градњу Панамског канала.

### Јул
- 14. јул — Основано Српско просвјетно и културно друштво Просвјета у Сарајеву.

### Август
- 31. август — Почеле антисрпске демонстрације у Загребу.

## Рођења

### Фебруар
- 4. фебруар — Чарлс Линдберг, амерички авијатичар, први човек који је прелетео Атлантик 1927. (†1974).
- 27. фебруар — Џон Стајнбек, амерички књижевник

### Јун
- 16. јун — Барбара Маклинток, амерички генетичар. Добитник Нобелове награде из медицине 1983. (†1992).

### Август
- 11. август — Алфредо Бинда, италијански бициклиста. (†1986).

### Септембар
- 12. септембар — Жуселино Кубичек, бразилски политичар

## Смрти

### Јун
- 19. јун — Алберт од Саксоније, краљ Саксоније

### Јул
- 26. јул — Шарл Дадан, француско-амерички пчелар (* 1817)

### Септембар
- 29. септембар — Емил Зола, француски књижевник

## Нобелове награде
- Физика — Хендрик Антон Лоренц и Питер Земан
- Хемија — Херман Емил Фишер
- Медицина — Роналд Рос
- Књижевност — Теодор Момзен
- Мир — Ели Дикомен и Шарл Албер Гоба (Швајцарска)
- Економија — Награда у овој области почела је да се додељује 1969. године